# Truth Social
Truth Social – amerykańska platforma społecznościowa uruchomiona w serwisie dystrybucji cyfrowej App Store 21 lutego 2022 roku przez firmę Trump Media & Technology Group, założoną rok wcześniej przez prezydenta USA Donalda Trumpa. Program ten został określony jako konkurent Parlera i Gaba, próbujących zapewnić alternatywę dla Twittera i Facebooka. W październiku 2022 roku firma Google zatwierdziła obecność platformy w swoim sklepie cyfrowym Google Play, gdyż ta zgodziła się egzekwować zasady Google dotyczące podżegania do przemocy (z powodu dotychczasowego nieprzestrzegania tych zasad program nie mógł pojawić się wcześniej na Google Play).
U podstaw powołania do życia platformy Truth Social leży zakaz publikowania treści nałożony na Trumpa przez administratorów Twittera, Facebooka i YouTube’a po ataku jego zwolenników na Kapitol Stanów Zjednoczonych 6 stycznia 2021 roku. Sam Trump mówił na temat utworzenia programu następująco: „Stworzyłem Truth Social… aby przeciwstawić się tyranii wielkich technologii. Żyjemy w świecie, w którym talibowie są stale obecni na Twitterze, a wasz ulubiony amerykański prezydent został uciszony”. 4 maja 2021 roku Trump uruchomił działającego niecały miesiąc bloga From the Desk of Donald J. Trump, którego używał jako alternatywy dla niedostępnych dla niego serwisów społecznościowych.
Według rankingu SimilarWeb platforma zajęła 203. miejsce w kategorii „News & Media Publishers” w Stanach Zjednoczonych w styczniu 2023 roku. Zgodnie z opublikowanym 14 kwietnia 2023 roku sprawozdaniem finansowym, Donald Trump oszacował wartość Truth Social na przedział od 5 do 25 milionów dolarów.